# گجر، جهلم
گجر (به انگلیسی: Gujjar) یک روستا در پاکستان است که در ناحیه جهلم واقع شده‌است.